# Jean Pormanove
Jean Pormanove (spesso abbreviato in JP ), nato il 26 gennaio 1979 a Woippy ( Mosella ) e morì il 18 agosto 2025 di Contes ( Alpi Marittime ), è uno streamer, videografo e influencer francese che usa uno pseudonimo.
In20 agosto, si classifica al quarto posto tra gli streamer di Kick più seguiti e popolari al mondo. Fino alla sua morte è stato anche lo streamer francese più seguito sulla piattaforma. 
Le circostanze della sua morte improvvisa e prematura hanno attirato l'attenzione dei media e della politica in Francia e all'estero, ponendo la piattaforma Kick al centro dei dibattiti sulla sua moderazione.